# 200234 Kumashiro
200234 Kumashiro este un asteroid din centura principală de asteroizi.

## Descriere
200234 Kumashiro este un asteroid din centura principală de asteroizi. A fost descoperit pe 4 noiembrie 1999 la Kuma Kogen de Akimasa Nakamura. Asteroidul prezintă o orbită caracterizată de o semiaxă mare de 2,79 ua, o excentricitate de 0,16 și o înclinație de 8,7° în raport cu ecliptica.